# ديفيد بنسون-بوب
ديفيد بنسون-بوب هو سياسي نيوزيلندي، ولد في 1950 في دنيدن في نيوزيلندا. نشط حزبياً في حزب العمال النيوزيلندي. وقد انتخب وزير التنمية الاجتماعية ‏ (19 أكتوبر 2005 – 27 يوليو 2007) وانتخب وزير البيئة ‏ (19 أكتوبر 2005 – 27 يوليو 2007) وانتخب عضو مجلس النواب النيوزيلندي ‏.